# Jean-Guy Hamelin
Pour les articles homonymes, voir Hamelin.
Jean-Guy Hamelin, né le 8 octobre 1925 à Saint-Séverin-de-Proulxville au Québec et mort le 1er mars 2018 à Rouyn-Noranda au Québec, était un prélat canadien de l'Église catholique. Il fut le premier évêque de Rouyn-Noranda au Québec de 1973 à 2001.

## Biographie
Originaire de Saint-Séverin-de-Proulxville (Québec), Jean-Guy Hamelin est l'aîné d'une famille de neuf enfants. Son père se nomme Bernard Hamelin et sa mère, Gertrude Bordeleau. Il est l'oncle de l'écrivain Louis Hamelin,.
Il est ordonné prêtre le 11 juin 1949 et affecté au diocèse de Trois-Rivières. De 1968 à 1974, il est secrétaire général de l'Assemblée des évêques catholiques du Québec, alors nommée Assemblée des évêques de la province civile de Québec, puis Assemblée des évêques du Québec,.
Nommé par Paul VI, il devient en 1973 le premier évêque du nouveau diocèse de Rouyn-Noranda et il est consacré par Mgr Maurice Roy. Ses coconsécrateurs furent Mgrs Gaston Hains (de), évêque d'Amos et Jacques Landriault (de), évêque de Timmins. 
Il établit les structures administratives et pastorales de son diocèse et s'attache dès le début à impliquer les femmes dans les structures diocésaines. Il nomme ainsi une femme chancelière du diocèse, pour la première fois au Québec, et son cérémoniaire est une femme,. Au synode des évêques sur les laïcs dans l'Église et dans le monde en 1987, il intervient de façon remarquée en faveur de la participation des femmes à tous les niveaux de la vie de l'Église.
De 1993 à 1995, il est président de la Conférence des évêques du Canada. 
Le 30 novembre 2001, le pape Jean-Paul II agrée sa démission pour raison d'âge et Mgr Dorylas Moreau lui succède en tant qu'évêque de Rouyn-Noranda. Il est mort le 1er mars 2018 à Rouyn-Noranda. Ses obsèques sont célébrées le 17 mars dans la cathédrale Saint-Joseph de Rouyn-Noranda.

## Publications
- Jean-Guy Hamelin, Il aura les yeux bleus pour l'éternité, Sainte-Foy, Anne Sigier, 1989, 142 p. (ISBN 2891291204)
- Jean-Guy Hamelin, Le silence m'a dit, Sainte-Foy, Anne Sigier, 1993, 149 p. (ISBN 2891292170)
- Jean-Guy Hamelin, C'est un petit bonheur, Outremont, Novalis, 1996, 137 p. (ISBN 2890888479)
- Jean-Guy Hamelin, Une église au sortir de l'enfance, Rouyn-Noranda, Diocèse de Rouyn-Noranda, 1999, 101 p.
- Jean-Guy Hamelin, Un sourire sous la pluie, Sillery, Anne Sigier, 1999, 158 p. (ISBN 2891293401)
- Jean-Guy Hamelin, Mémoires et réflexions, Québec, Anne Sigier, 2008, 144 p. (ISBN 9782891295505)
- Jean-Guy Hamelin, L'Évangile de Marc selon Jean-Guy, Montréal, Médiaspaul, 2011, 215 p. (ISBN 9782894208625)
- Jean-Guy Hamelin et Pierre Goudreault, Une Église pour le monde : entretiens avec Mgr Jean-Guy Hamelin, Montréal, Novalis, 2013, 223 p. (ISBN 9782896466030)